# Commodore 64
Commodore 64, cunoscut și sub numele de C64 sau CBM 64, este un home computer (calculator de casă) pe 8 biți care a apărut în ianuarie 1982, fiind produs de Commodore International. A fost prezentat pentru prima dată la Consumer Electronics Show, la 7-10 ianuarie 1982, în Las Vegas. A fost listat în Guinness World Records ca fiind cel mai bine vândut model unic de calculator din toate timpurile, cu estimări independente plasând numărul de vânzări între 12,5 și 17 milioane de unități. Precedat de Commodore VIC-20 și Commodore PET, C64 și-a primit numele de la memoria sa RAM de 64 kilobytes (65.536 bytes). Cu suport pentru sprite multicolor și un cip personalizat pentru generarea formelor de undă, C64 a putut crea imagini și sunete superioare în comparație cu sistemele fără un astfel de hardware personalizat.
În ianuarie 1985, a fost înlocuit de Commodore 128 și, în același an, de Amiga.